# Langham
Pour les articles homonymes, voir Langham (homonymie).

Langham est le nom d'une chaîne d'hôtels internationaux, fondée à Londres en 1865. La chaîne compte six établissements de luxe à Londres, Boston, Hong Kong (2, dont le Langham Place Hotel Hong Kong), Melbourne et Auckland.

## Nice - Palais Langham

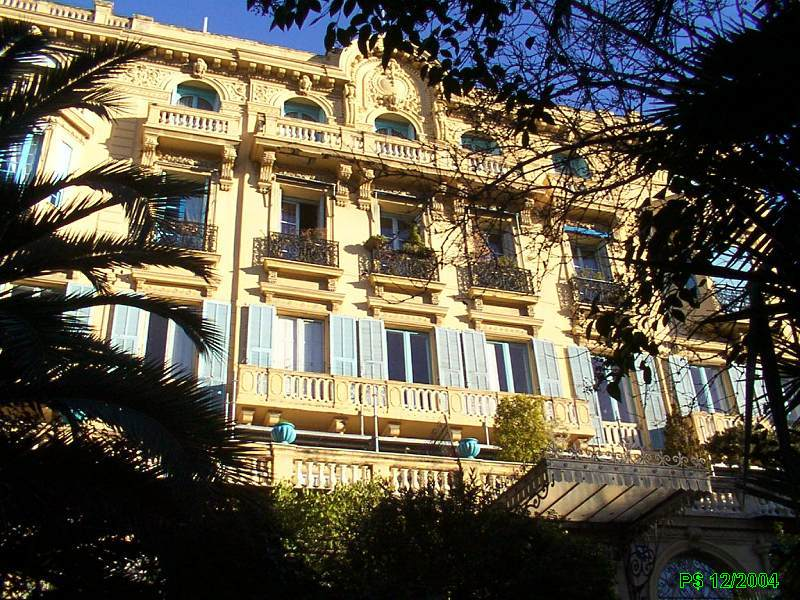
Le palais Langham

Ancien hôtel de la chaîne à la « belle époque » de Nice, il fut transformé en copropriété (date?). Sis 24, avenue Émile-Bieckert dans le quartier Carabacel, son architecture remarquable est à noter. Date de construction : 1906-1907 

Architecte : Charles Dalmas (Nice 1865 - Nice 1938)